# Constantin Karadja
Pour les autres membres de la famille, voir Famille Caradja.
Constantin Jean Lars Anthony Démétrius Karadja ou Constantin Dumitru Caragea en roumain, né le 24 novembre 1889 à La Haye et mort le 28 décembre 1950 à Bucarest, est un diplomate, juriste et bibliographe roumain.

## Biographie
Fils de Ioan Caradja Pacha (en), il est membre de la famille Caradja, des phanariotes jadis drogmans de l'Empire ottoman et hospodars de la principauté de Valachie aux XVIIIe et XIXe siècles.
Membre d'honneur de l'Académie roumaine, il est aussi reconnu « Juste parmi les nations » depuis 2005, pour son action durant la Seconde Guerre mondiale. Il est alors, sous le régime Antonescu et le Troisième Reich, consul général de Roumanie à Berlin puis directeur du département consulaire du ministère roumain des Affaires étrangères. À ces titres, il assure la protection de près de 51 000 Juifs roumains et évite leur déportation, par exemple en refusant de faire apparaître leur origine ethnique ou leur religion sur leurs passeports. Yosef Govrin, ancien ambassadeur d'Israël, a également écrit qu'il « demandait un courage extraordinaire d'agir par des moyens diplomatiques comme il l'a fait », car il mettait certainement sa carrière en péril. Ce qui n'empêche pas, après la guerre, le gouvernement communiste roumain de le considérer comme un « aristocrate dégénéré et laquais du fascisme », de lui retirer son emploi, de lui confisquer sa fortune et de le priver de retraite, le réduisant à la misère dans laquelle il mourut.